# Emilstorp
Emilstorp is een wijk in het stadsdeel Rosengård van de Zweedse stad Malmö. De wijk telt 7 inwoners (2013) en heeft een oppervlakte van 0,34 km². Aan het begin van de twintigste eeuw kwam er een steenhouwerij. Sinds de jaren zestig heeft Emilstorp zich ontwikkeld tot industriewijk.